# 9-й армійський корпус (Велика армія)
9-й армійський корпус утворений Наполеоном восени 1806 року, і складався з контингентів союзних німецьких держав, розпущений після Тільзіту. Існував: 1806—1807. Повторне утворення відбулося 3 квітня 1812—1813. Брали участь в битві під Лейпцигом (1813) та Битві на Березині (1812).

## Опис
Склад корпусу:
станом на 1 червня 1812 року
- 12-а піхотна дивізія (дивізійний генерал Луї Партуно)
- 26-а піхотна дивізія (дивізійний генерал Херман Данделс)
- 28-а піхотна дивізія (дивізійний генерал Жан-Батіст Жірар)
- 30-а бригада легкої кавалерії (бригадний генерал Антуан Делетр)
- 31-а бригада легкої кавалерії (бригадний генерал Франсуа Фурньє-Сарловез)

станом на 16 жовтня 1813 року
- 51-а піхотна дивізія (дивізійний генерал Луї Тюрро)
- 52-а піхотна дивізія (дивізійний генерал Жан-Батіст Семлі)

Командувачі корпусу:
- принц Жером Бонапарт (1806—1807)
- маршал Віктор (3 квітня 1812—1813)
- маршал П'єр Ожеро (18 червня 1813 —)

Начальники штабу:
- дивізійний генерал Габріель Едувіль (1807)
- полковник Луї Юге-Шато (1812)
- дивізійний генерал Франсуа Байї де Монтіон (1813)
- командувач артилерії: полковник Кама (1807)
- полковник П'єр Карон (1812)
- бригадний генерал Жозеф Пельгрен (1813)

Командувач інженерами:
- полковник Бізо-Шармо (1812)
- бригадний генерал Гійом Дод (1813)

Комендант головної квартири:
- командир батальйону Лежа (1812)